# 氢氧化铁
氢氧化铁（化学式：Fe(OH)3或FeO(OH)·H2O）是铁的氢氧化物，由三价铁离子（Fe3+）和氢氧根离子（OH−）生成：
Fe3+ + 3OH− = Fe(OH)3
也可以由氢氧化亚铁[Fe(OH)2]氧化得来：
4Fe(OH)2 + O2 + 2H2O = 4Fe(OH)3
它是一种紅棕色沉淀，成分一般看作是铁（Ⅲ）的羟基氧化物的水合物。加热分解成三氧化二铁和水：
2Fe(OH)3 = Fe2O3 + 3H2O
新沉淀出来的水合氧化铁（Ⅲ）易溶于无机酸，也略溶于碱溶液中生成铁（Ⅲ）酸盐（FeO2−）。这类铁酸盐也可以从氧化铁（Ⅲ）和碱金属氧化物、氢氧化物或碳酸盐的熔融混合物中制得。
氢氧化铁（Ⅲ）是一个未确知的化合物，氨水或碱溶液作用于铁（Ⅲ）盐溶液所得到的红棕色或黄棕色沉淀，经X射线晶体学研究是非晶态的，它含有可变量的水。一般认为该沉淀含有FeO(OH)，至少有两种结晶变体：α-FeO(OH)（针铁矿）和γ-FeO(OH)（纤铁矿），铁的正常生锈产生的是γ-变体。

## 胶体

### 制备
取蒸馏水于试管中在酒精灯上煮沸，滴入FeCl3溶液，在出现红棕色时立即停止加热，可以制得稳定的氢氧化铁胶体。
FeCl3 + 3H2O = Fe(OH)3（胶体） + 3HCl
在新制得的Fe(OH)3沉淀中加入适量的FeCl3溶液作为分散剂并充分搅拌也可以制得稳定的 Fe(OH)3胶体。

### 结构
FeCl3水解产生的Fe(OH)3一部分聚集形成胶核[Fe(OH)3]m，另一部分Fe(OH)3与HCl反应生成FeOCl，后者则电离生成FeO+和Cl-。
Fe(OH)3 + HCl = FeOCl + 2H2O
FeOCl = FeO+ + Cl-
氢氧化铁胶核会吸附FeO+和一些Cl-，后两者共同组成吸附层，吸附层和胶核构成胶粒。另外一些主要是Cl-的离子会松散的分布在胶粒周围形成扩散层。扩散层和胶粒一起称作胶团。

## 外部連結
- （英文）Jmol立體氫氧化鐵圖像 （页面存档备份，存于）